# Andrej Vasilevskij
Andrej Andrejevič Vasilevskij (rusky Андрей Андреевич Василевский, * 25. července 1994, Voskresensk) je ruský hokejový brankář hrající v severoamerické National Hockey League (NHL) za tým Tampa Bay Lightning, který ho v roce 2012 draftoval z 19. pozice.

## Ocenění a úspěchy
- 2011 MHL – Nejúspěšnější brankář
- 2011 MS-18 – Nejúspěšnější brankář
- 2012 MSJ – Nejúspěšnější brankář
- 2012 MSJ – Top tří nejlepších hráčů v týmu
- 2013 MHL – Brankář měsíce září 2012
- 2013 MHL – Nejnižší průměr inkasovaných branek
- 2013 MSJ – Top tří nejlepších hráčů v týmu
- 2014 KHL – Brankář měsíce září, listopad, března a dubna (2013/2014)
- 2014 KHL – Trofej Alexeje Čerepanova
- 2015 AHL – Brankář prosince 2014
- 2017 MS – All-Star Tým
- 2017 MS – Nejlepší brankář
- 2017 MS – Top tří nejlepších hráčů v týmu
- 2018 NHL – All-Star Game
- 2018 NHL – Nejvíce čistých kont
- 2018 NHL – Nejvíce vítězných zápasů
- 2019 NHL – All-Star Game
- 2019 NHL – Vezina Trophy
- 2019 NHL – První All-Star Tým
- 2019 NHL – Nejvíce čistých kont
- 2019 MS – All-Star Tým
- 2019 MS – Nejlepší brankář
- 2019 MS – Nejúspěšnější brankář
- 2019 MS – Top tří nejlepších hráčů v týmu
- 2020 NHL – All-Star Game
- 2020 NHL – Nejvíce čistých kont
- 2021 NHL – První All-Star Tým
- 2021 NHL – Nejvíce vítězných zápasů
- 2021 NHL – Conn Smythe Trophy
- 2022 NHL – Nejvíce vítězných zápasů
- 2022 NHL – All-Star Game
- 2023 NHL – All-Star Game

## Prvenství

### KHL
- Debut - 23. listopadu 2012 (Salavat Julajev Ufa proti HK Donbass)
- První vychytaná nula - 8. ledna 2013 (Salavat Julajev Ufa proti HK Dynamo Moskva)
- První inkasovaný gól - 10. ledna 2013 (Salavat Julajev Ufa proti SKA Petrohrad, norským útočníkem Patrick Thoresen)

### NHL
- Debut - 16. prosince 2014 (Philadelphia Flyers proti Tampa Bay Lightning)
- První inkasovaný gól - 16. prosince 2014 (Philadelphia Flyers proti Tampa Bay Lightning, kanadským útočníkem Wayne Simmonds)
- První vychytaná nula - 3. března 2015 (Tampa Bay Lightning proti Buffalo Sabres)

## Statistiky

### Základní části
| Sezona       | Tým                 | Liga         | Z   | V   | P   | Pvp | MIN    | OG    | ČK | POG  | %ChS |
| ------------ | ------------------- | ------------ | --- | --- | --- | --- | ------ | ----- | -- | ---- | ---- |
| 2010–11      | Tolpar Ufa          | MHL          | 14  | 8   | 2   | 4   | 730    | 22    | 3  | 1.81 | .937 |
| 2011–12      | Tolpar Ufa          | MHL          | 27  | 15  | 8   | 3   | 1,477  | 55    | 0  | 2.23 | .931 |
| 2012–13      | Tolpar Ufa          | MHL          | 27  | 17  | 6   | 4   | 1,613  | 52    | 3  | 1.93 | .930 |
| 2012–13      | Salavat Julajev Ufa | KHL          | 8   | 4   | 1   | 0   | 298    | 11    | 1  | 2.22 | .924 |
| 2013–14      | Salavat Julajev Ufa | KHL          | 28  | 14  | 8   | 5   | 1,601  | 59    | 3  | 2.21 | .923 |
| 2014–15      | Syracuse Crunch     | AHL          | 25  | 14  | 6   | 5   | 1,469  | 60    | 2  | 2.45 | .917 |
| 2014–15      | Tampa Bay Lightning | NHL          | 16  | 7   | 5   | 1   | 864    | 34    | 1  | 2.36 | .918 |
| 2015–16      | Syracuse Crunch     | AHL          | 12  | 7   | 4   | 0   | 711    | 23    | 1  | 1.94 | .935 |
| 2015–16      | Tampa Bay Lightning | NHL          | 24  | 11  | 10  | 0   | 1,259  | 58    | 1  | 2.76 | .910 |
| 2016–17      | Tampa Bay Lightning | NHL          | 50  | 23  | 17  | 7   | 2,832  | 123   | 2  | 2.61 | .917 |
| 2017–18      | Tampa Bay Lightning | NHL          | 65  | 44  | 17  | 3   | 3,826  | 167   | 8  | 2.62 | .920 |
| 2018–19      | Tampa Bay Lightning | NHL          | 53  | 39  | 10  | 4   | 3,204  | 128   | 6  | 2.40 | .925 |
| 2019–20      | Tampa Bay Lightning | NHL          | 52  | 35  | 14  | 3   | 3,122  | 133   | 3  | 2.56 | .917 |
| 2020–21      | Tampa Bay Lightning | NHL          | 42  | 31  | 10  | 1   | 2,524  | 93    | 5  | 2.21 | .925 |
| 2021–22      | Tampa Bay Lightning | NHL          | 63  | 39  | 18  | 5   | 3,761  | 156   | 2  | 2.49 | .916 |
| 2022–23      | Tampa Bay Lightning | NHL          | 60  | 34  | 22  | 4   | 3,597  | 159   | 4  | 2.65 | .915 |
| 2023–24      | Tampa Bay Lightning | NHL          | 52  | 30  | 20  | 2   | 3,063  | 148   | 2  | 2.90 | .900 |
| Celkem v KHL | Celkem v KHL        | Celkem v KHL | 36  | 18  | 9   | 5   | 1,899  | 70    | 4  | 2.21 | .923 |
| Celkem v NHL | Celkem v NHL        | Celkem v NHL | 477 | 293 | 143 | 30  | 28,049 | 1,199 | 34 | 2.56 | .917 |

### Play-off
| Sezona       | Tým                 | Liga         | Z   | V  | P  | MIN   | OG  | ČK | POG  | %ChS |
| ------------ | ------------------- | ------------ | --- | -- | -- | ----- | --- | -- | ---- | ---- |
| 2010–11      | Tolpar Ufa          | MHL          | 2   | 1  | 1  | 87    | 3   | 0  | 2.05 | .936 |
| 2011–12      | Tolpar Ufa          | MHL          | 2   | 0  | 2  | 120   | 5   | 0  | 2.50 | .931 |
| 2012–13      | Tolpar Ufa          | MHL          | 3   | 0  | 2  | 189   | 9   | 0  | 2.85 | .897 |
| 2013–14      | Salavat Julajev Ufa | KHL          | 18  | 9  | 9  | 1,144 | 38  | 1  | 1.99 | .934 |
| 2014–15      | Tampa Bay Lightning | NHL          | 4   | 1  | 1  | 113   | 6   | 0  | 3.19 | .895 |
| 2015–16      | Tampa Bay Lightning | NHL          | 8   | 3  | 4  | 434   | 20  | 0  | 2.76 | .925 |
| 2017–18      | Tampa Bay Lightning | NHL          | 17  | 11 | 6  | 1,000 | 43  | 0  | 2.58 | .918 |
| 2018–19      | Tampa Bay Lightning | NHL          | 4   | 0  | 4  | 236   | 15  | 0  | 3.83 | .856 |
| 2019–20      | Tampa Bay Lightning | NHL          | 25  | 18 | 7  | 1,709 | 54  | 1  | 1.90 | .927 |
| 2020–21      | Tampa Bay Lightning | NHL          | 23  | 16 | 7  | 1,390 | 44  | 5  | 1.90 | .937 |
| 2021–22      | Tampa Bay Lightning | NHL          | 23  | 14 | 9  | 1,403 | 59  | 1  | 2.52 | .922 |
| 2022–23      | Tampa Bay Lightning | NHL          | 6   | 2  | 4  | 388   | 23  | 0  | 3.56 | .875 |
| 2023–24      | Tampa Bay Lightning | NHL          | 5   | 1  | 4  | 298   | 16  | 0  | 3.22 | .897 |
| Celkem v KHL | Celkem v KHL        | Celkem v KHL | 18  | 9  | 9  | 1,144 | 38  | 1  | 1.99 | .934 |
| Celkem v NHL | Celkem v NHL        | Celkem v NHL | 115 | 66 | 46 | 6,968 | 280 | 7  | 2.41 | .920 |

### Reprezentace
| Rok                       | Tým                       | Soutěž                    | Z  | V  | P  | MIN   | OG | ČK | POG  | %ChS |
| ------------------------- | ------------------------- | ------------------------- | -- | -- | -- | ----- | -- | -- | ---- | ---- |
| 2010                      | Rusko 18                  | MS-18                     | 5  | 2  | 2  | 272   | 12 | 0  | 2.65 | .897 |
| 2011                      | Rusko 18                  | MS-18                     | 6  | 4  | 2  | 344   | 15 | 0  | 2.62 | .936 |
| 2012                      | Rusko 18                  | MS-18                     | 5  | 2  | 3  | 299   | 11 | 1  | 2.20 | .922 |
| 2012                      | Rusko 20                  | MSJ                       | 5  | 4  | 1  | 299   | 10 | 2  | 2.01 | .953 |
| 2013                      | Rusko 20                  | MSJ                       | 4  | 3  | 1  | 164   | 5  | 1  | 2.04 | .943 |
| 2014                      | Rusko 20                  | MSJ                       | 6  | 4  | 2  | 328   | 10 | 0  | 1.83 | .933 |
| 2014                      | Rusko                     | MS                        | 2  | 2  | 0  | 120   | 1  | 1  | 0.50 | .985 |
| 2017                      | Rusko                     | MS                        | 9  | 6  | 2  | 523   | 15 | 3  | 1.72 | .936 |
| 2019                      | Rusko                     | MS                        | 8  | 7  | 1  | 488   | 13 | 2  | 1.60 | .946 |
| Juniorská kariéra celkově | Juniorská kariéra celkově | Juniorská kariéra celkově | 31 | 19 | 11 | 1,706 | 63 | 5  | 2.22 | .935 |
| Seniorská kariéra celkově | Seniorská kariéra celkově | Seniorská kariéra celkově | 19 | 14 | 3  | 1,131 | 29 | 6  | 1.54 | .946 |